# 안탄대
안탄대(安坦大, ? - ?)는 조선 중기의 무신으로, 중종의 후궁(後宮)이었던 창빈 안씨의 아버지로 선조의 외증조부이다. 본관은 안산(安山)이다.
그의 생애나 출신 가계에 대해서는 자세히 알려진 것이 없다. 1506년 중종반정에 참여하여 정국원종공신에 녹훈되었고, 적순부위를 역임하였다. 그의 딸이 입궐한 뒤 중종의 승은을 입고 후궁이 되었지만, 그는 후궁의 아버지임에도 집안이 몹시 가난했고 분수에 맞지 않는 일을 하지 않아 검소하게 살다 죽었다. 그는 딸인 창빈 안씨나 외손자 덕흥대원군 이초 보다도 오래살아 선조의 즉위 시까지도 생존해 있었다. 사후 의정부우의정이 추서되었다.
《안탄대선생묘》는 경기도 안산시 성곡동에 있으며, 부인 황씨와의 합장묘이며 봉분 앞에 묘비·상석·향로석이 있고, 그 좌우에는 멀리서도 무덤이 있음을 알려주는 망주석과 문인석이 1쌍씩 있다. 묘비는 효종 7년(1656) 외손 계열인 신최가 짓고, 신승이 글씨를 쓴 것이다. 묘비는 대리석으로 만들어 효종 때 금석문을 새겼으나 본관이 안산이라는 것만 새겨져 있고 가계를 비롯해 자나 호, 출생일과 사망일조차 전하지 않는다. 1985년 9월 20일 경기도의 기념물 제83호로 지정되었다. 

## 같이 보기
- 창빈 안씨
- 덕흥대원군
- 선조
- 중종
- 영양군